# LG생활건강
LG생활건강 (엘지生活健康: 영어: LG H&H)은 대한민국의 화장품, 생활용품, 음료 등을 판매하는 기업이다. 본사는 서울특별시 종로구 새문안로 58 (신문로)에 있다.

## 슬로건
- 럭키치약 본포 (1957년 ~ 1961년)
- 럭키표는 품질을 보증한다. (1961년 ~ 1974년)
- 풍요로운 생활을 창조하는 (1974년 ~ 1984년)
- 유전공학을 선도하는 (1984년 ~ 1988년)
- 새롭게 태어났습니다. (2001년 ~ 2002년)
- 활기하게 건강하게 (2002년)
- 건강한 우리 곁에는 LG생활건강이 있습니다. (2004년 ~ 현재)
- life is good! 당신의 좋은날 LG와 함께 (2019년 ~ 현재)
- 아름답고, 건강하고, 활기찬 (2017년 ~ 현재)

## 기업 개요

### 연혁
1947년 구인회 초대 회장이 설립한 럭키화학공업사로 시작한 LG생활건강은 ‘럭키 크림’을 판매를 시작하였으며, 1954년 ‘럭키 치약’을 판매하였다. 1995년 상호명을 럭키에서 LG화학으로 변경하였으며, 2001년 LG화학 법인 분할에 따라 현재의 LG생활건강 독립법인으로 출범하며, 유가증권에 상장하였다. 2005년 이후 M&A와 해외시장 사업 확대를 통해 이듬해인 2006년 2월에 일본 유니참의 합작 법인인 LG유니참(경북 구미시 소재)을 설립하여, '쏘피 바디피트'라는 여성용 생리대를 100% 국산화한 바 있다.
2014년에 천안시와 천안LG생활건강퓨처일반산업단지 조성을 위한 업무협약 체결를 하였다.
LG생활건강은 2020년 기준으로 국내 생활용품 시장 점유율 1위를 독식하고 있다.

### M&A
2007년 '한국 코카콜라'(구 코카콜라보틀링)를 인수하였다.
2009년 '다이아몬드샘물'을 인수하였다.
2010년 '해태음료'를 인수하였다.
2010년 '더페이스샵'을 인수하였다.
2012년 '바이올렛드림'(구 보브)을 인수하였다.
2014년 '씨앤피코스메틱스'를 인수하였다.
2017년 '태극제약'을 인수하였다.
2023년 '썬키스트'를 광동제약에 매각하였다.

## 주요 사업 부문

### 화장품
LG생활건강의 주요 고가급 프리미엄 화장품 자사 브랜드로는 ‘더 히스토리 오브 후’, ‘오휘’, ‘숨37’, ‘빌리프’ 등이 있으며, 중저가급 화장품 자사 브랜드로는 ‘이자녹스’, ‘수려한’, ‘비욘드’, ‘더페이스샵’, ‘라끄베르’, ‘CNP차앤박 화장품’, ‘보브’, ‘보닌’, ‘VDL’, ‘캐시캣’ 등이 있다.
LG생활건강에서 출시하는 화장품 브랜드는 다음과 같다.
- 더 히스토리 오브 후
- 오휘
- 숨37°
- 빌리프
- 필로소피
- 더 사가 오브 수
- 이자녹스
- 수려한
- 프레시안
- 라끄베르
- 캐시캣
- 보닌
- 케어존
- 더마리프트
- 닥터벨머
- 더페이스샵
- 비욘드
- 투마루
- CNP / CNP Rx
- VDL
- VDI
- VOV
- 디어패커
- 마케리마케
- 생활정원
- 원튠에이지
- 피지오겔

### 생활용품
주요 사업분야는 크게 Personal Care(구강, 헤어, 바디제품)와 Home Care(세탁세제, 주방세제, 섬유유연제)로 구분된다. 주요 브랜드로는 ‘페리오, 죽염(구강)’, ‘엘라스틴, 리엔, 오가니스트(헤어)’, ‘온:더바디, 드봉(바디)’, ‘테크, 수퍼타이, 산소크린, 피지(세제)’, ‘퐁퐁, 자연퐁, 세이프(주방)’, ‘Mr.홈스타(홈케어)’, ‘샤프란, 아우라(섬유유연제)’, ‘베비언스(베이비)’ 등이 있다.
LG생활건강에서 출시하는 생활용품 브랜드는 다음과 같다.
- 헤어케어
  - LG파루크
  - 바이오실크
  - 치
  - 엘라스틴
  - 옵시디앙프로페셔널
  - 엘라스프로페셔널
  - 더블리치
  - 오가니스트
  - 피토더마
  - 리엔
  - 큐레어
  - 노비드
  - 닥터그루트
  - 실크테라피
- 마스크
  - 테라브레스
  - 에어워셔
  - 코튼에어
- 스킨케어
  - 온더바디
  - 젠톨로지
  - 드봉
  - 마케리마케
- 구강용품
  - 페리오
  - 죽염 치약
  - REACH
- 세탁용품
  - 샤프란
  - AURA
  - 한입세제
  - 테크
  - 수퍼타이
  - FiJi
  - 산소크린
- 주거용품
  - 홈스타
  - SAFE
  - 퐁퐁
  - 자연퐁
- 방향제
  - 해피브리즈
  - 파르텔
  - 힐링&네이쳐
  - 벨먼
- 위생용품(LG유니참 제조)
  - 쏘피 바디피트
  - 라이프리
  - 마미포코

### 음료
음료 부문은 2007년 코카-콜라 음료 (전 한국코카콜라보틀링)를 인수하며 시작하였으며, 대한민국 음료 시장 2위 업체이다.
주요 브랜드로는 ‘코카콜라’, ‘환타’, ‘스프라이트’ ‘미닛메이드’, ‘조지아’, ‘씨그램’, ‘파워에이드’, ‘토레타’ 등이 있다.
또한 2011년 해태htb (전 해태음료)를 인수하였다. 주요 브랜드로는 ‘썬키스트’, ‘써니텐’, ‘과일촌’, ‘코코팜’, ‘큰집 식혜’, ‘강원 평창수’, ‘구론산바몬드’ 등이 있다.
코카콜라음료에서 출시하는 음료 브랜드는 다음과 같다.
- 스파클링
  - 코카-콜라
  - 코카-콜라 제로
  - 코카-콜라 라이트
  - 환타
  - 스프라이트
  - 스프라이트 킨사이다
  - 슈웹스
  - 밀크소다 암바사
  - 닥터페퍼
  - 캐나다 드라이
  - 씨그램
- 주스
  - 미닛메이드 프리미엄
  - 미닛메이드 스파클링
  - 미닛메이드 쿠우
  - 미닛메이드 키즈
- 커피&티
  - 조지아
  - 태양의 마테차
  - 태양의 홍차화원
  - 퓨즈티
  - 골드피크
- 스포츠
  - 파워에이드
  - 아쿠아리우스
  - 토레타
- 생수
  - 휘오 다이아몬드 샘물
  - 휘오 다이아몬드 EC
  - 휘오 제주
  - 휘오 순수
  - 씨그램 미네랄워터
- 라이프 스타일
  - 글라소 비타민워터
- 해태htb
  - 갈아만든 배
  - 봉봉
  - 코코팜
  - 빼어날 수
  - 강원 평창수
  - 구론산바몬드
  - 큰집식혜
  - 기타 브랜드

### 반려동물용품
- 오스시리우스
- 시리우스 윌로
- 시리우스 풍미모락

### 태극제약
2017년 11월에 더마코스메틱 사업 강화차원에서 자회사로 편입되었다. 태극제약에서 출시하는 브랜드는 다음과 같다.
- 도미나 크림
- 벤트락스 겔
- 벤트플라 겔
- 이클린탁스
- 스킨데일리 로션
- 스킨베리아 크림
- TG도미니스 크림

## 해외 진출
LG생활건강은 일본, 중국, 베트남 등지의 국가를 중심으로 수출하고 있다. 또한 성장 잠재력이 높은 중동, 미주, 아프리카 등지에서도 사업을 확대하는 추세다. 2016년 10월에는 미국 헤어케어 전문기업 '파루크 시스템즈'와 합작회사 'LG 파루크 주식회사'를 설립하기로 합의하였다.

## 사업장 현황
- 본사 : 서울특별시 종로구 새문안로 58 LG광화문빌딩
- 서울연구소 : 서울특별시 강서구 마곡중앙10로 70
- 대전연구소 : 대전광역시 유성구 가정로 175
- 청주공장 : 충청북도 청주시 흥덕구 2순환로 765
- 울산공장 : 울산광역시 울주군 온양읍 덕망로 275
- 온산공장 : 울산광역시 울주군 온산읍 이진로 19
- 나주공장 : 전라남도 나주시 나주로 54
- 구미공장 : 경상북도 구미시 수출대로 97 LG유니참

## 비판
2017년 11월 6일, 서울 광화문 엘지생활건강 본사앞에서 근로자들이 시위를 하였다. 여기에서는 20대 여성 근로자들이 많았다. LG생활건강 청주공장 노동조합은 임금협상과 여성노동조합원 권리신장을 위하여 총파업을 하였었다. 23일 협상에 응하지 않자, 시위로 이어졌다. 450명이 여성 노동조합원들이었다.
여성직원은 "간부들이 회식자리 때 젊은 여성직원에게 포경수술한 과정을 자랑삼아 실제로 묘사하며, 술에 취한척 어깨를 빌려주라는 성희롱이 있었다." 면세점에서 일하였던 임지영(가명)씨는 어떤 간부는 회식 자리에서 "유부녀는 내 옆에 앉지 말라" 라고 이야기 하였다. 고 말하였다. 영업관리직 파트장은 "우리회사는 66 치수를 넓는 옷을 입는 여성은 뽑지 않는다, 너는 피부도 하얀데 뚱뚱하여 베이맥스를 닮았다."라는 품평을 하였다고 한다. 여성직원들에게 체중감량을 위하여서 체중계를 재게하며, 여성 근로자들은 폭언, 모욕, 성희롱에 노출되고 있었다. 육아휴직 3개월을 쓴 여성 매니저 직책을 강등시키고, 자격수당마저 취소시켰다. 육아휴직은 대통령 령으로 정해진 <남녀고용평등과 일ㆍ가정 양립 지원에 관한 법률>에 따라 1년 이내로 사용하도록 보장받고 있다. 만일 사업주가 육아휴직을 이유로 해고나 임금 감봉 등 불리한 처우를 했을 때는 법적 처벌을 받게 된다. 엘지생활건강은 "성희롱을 당하였다고 답한 사람이 없었고, 매니저 분에게는 6개월을 보장하였다" 라고 입장을 밝혔다. 노동조합은 "성추문을 증명할 진술서를 확보하였다" 입장을 밝혔다.